# Peristylus minimiflorus
Peristylus minimiflorus är en orkidéart som först beskrevs av Friedrich Fritz Wilhelm Ludwig Kraenzlin, och fick sitt nu gällande namn av Nicolas Hallé. Peristylus minimiflorus ingår i släktet Peristylus och familjen orkidéer. Inga underarter finns listade i Catalogue of Life.